# Boiry-Becquerelle
Boiry-Becquerelle ist eine französische Gemeinde mit 473 Einwohnern (Stand 1. Januar 2022) im Département Pas-de-Calais in der Region Hauts-de-France. Sie gehört zum Arrondissement Arras, zum Kanton Arras-3 und zum Kommunalverband Urbaine d’Arras.

## Lage
Die Gemeinde Boiry-Becquerelle liegt neun Kilometer südlich der Innenstadt von Arras. Durch das Gemeindegebiet führt die Ausleitung der Eisenbahn-Hochgeschwindigkeitsstrecke LGV Nord zum Bahnhof Arras. Nachbargemeinden von Boiry-Becquerelle sind Neuville-Vitasse im Norden, Hénin-sur-Cojeul im Nordosten, Saint-Léger im Südosten, Boyelles im Süden, Boisleux-Saint-Marc im Westen sowie Mercatel im Nordwesten. Das Gemeindegebiet wird vom Fluss Cojeul durchquert.

## Bevölkerungsentwicklung
| Jahr                       | 1962 | 1968 | 1975 | 1982 | 1990 | 1999 | 2006 | 2013 | 2022 |
| -------------------------- | ---- | ---- | ---- | ---- | ---- | ---- | ---- | ---- | ---- |
| Einwohner                  | 207  | 198  | 213  | 288  | 381  | 419  | 410  | 411  | 473  |
| Quellen: Cassini und INSEE |      |      |      |      |      |      |      |      |      |

## Sehenswürdigkeiten
- Kirche Saint-Gervais-et-Saint-Protais

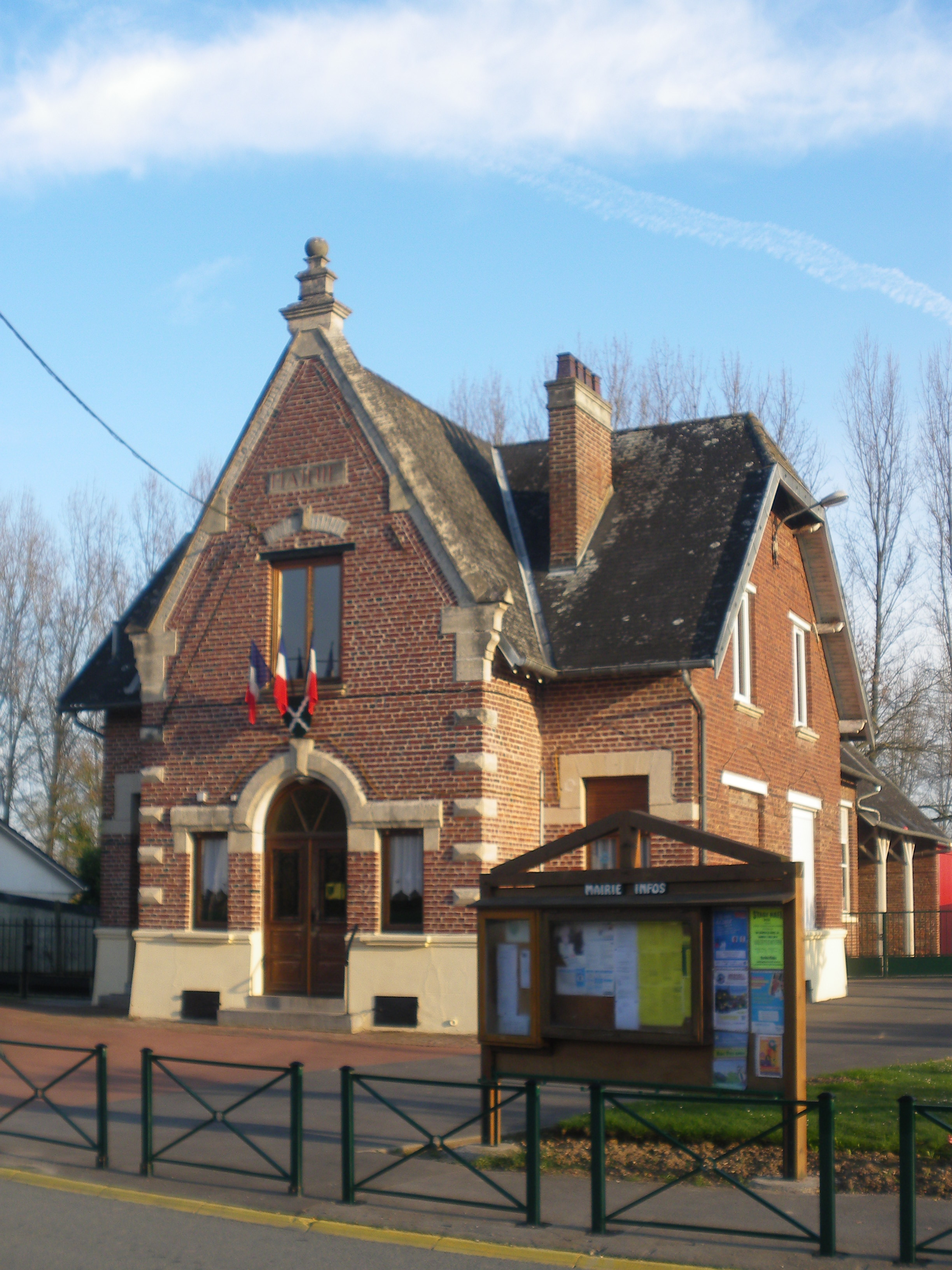
Rathaus
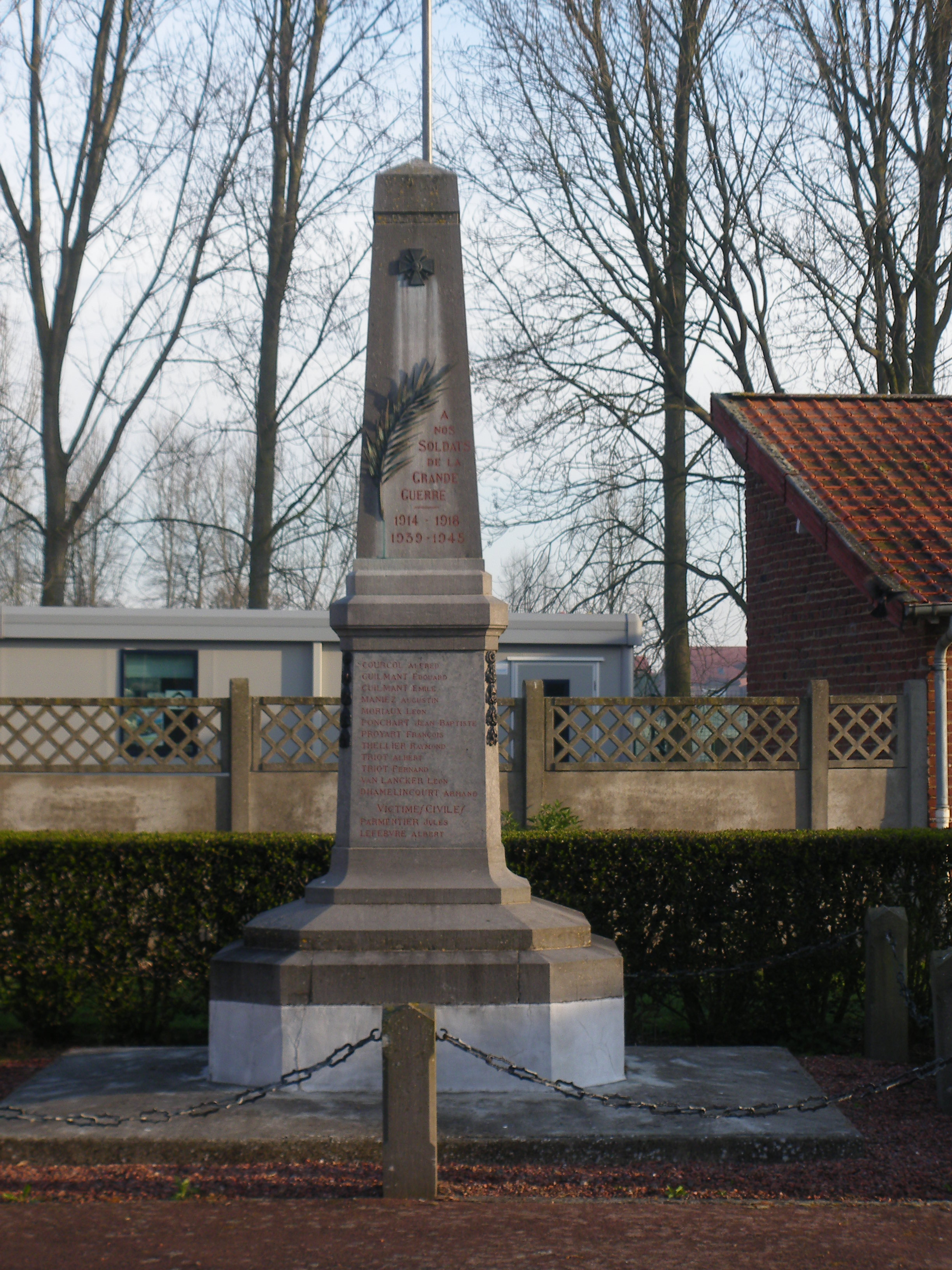
Gefallenendenkmal